# دهستان بلوچی
دهستان بلوچی، یکی از دهستان‌های بخش نسکند شهرستان سرباز در استان سیستان و بلوچستان ایران است. مرکز این دهستان، روستای کافه بلوچی است.

## جمعیت
بر پایه سرشماری عمومی نفوس و مسکن در سال ۱۳۹۵، جمعیت دهستان بلوچی برابر با ۵٬۰۴۸ نفر بوده‌است.